# Phantasmarana
Phantasmarana is een geslacht van kikkers uit de familie Hylodidae. Phantasmarana werd voor het eerst wetenschappelijk gepubliceerd door Vittorazzi, Augusto-Alves, Neves-da-Silva, Carvalho-e-Silva, Recco-Pimentel, Toledo, Lourenço en Bruschi in 2021. De soorten komen voor in Brazilië.

## Soorten
- Phantasmarana apuana (Pombal, Prado & Canedo, 2003)
- Phantasmarana bocainensis (Giaretta, Bokermann & Haddad, 1993)
- Phantasmarana boticariana (Giaretta and Aguiar, 1998)
- Phantasmarana jordanensis (Heyer, 1983)
- Phantasmarana lutzae (Izecksohn & Gouvêa, 1987)
- Phantasmarana massarti (De Witte, 1930)

Crossodactylus · 
Hylodes · 
Megaelosia